# Pico Torre de Marboré
La torre de Marboré o torre de Gavarnie es una cumbre de los Pirineos del macizo de Monte Perdido, situado en una cresta de picos de más de 3000 m que hace de frontera entre España (Valle de Ordesa) y Francia (Circo de Gavarnie), estando incluido tanto en el español parque nacional de Ordesa y Monte Perdido como en el francés parque nacional de los Pirineos.
Junto con el Casco, los Picos de la Cascada y el pico Marboré forma la impresionante pared norte del circo de Gavarnie, con 1500 m de desnivel desde el fondo del valle y donde se encuentra la mayor cascada de Europa, la cascada de Gavarnie con 425 m de altura.

## Rutas
Por la parte española la aproximación en vehículo se suele hacer hasta la pradera del Valle de Ordesa o hasta el valle de Bujaruelo, mientras que por la parte francesa se suele hacer hasta la estación de esquí de Gavarnie-Gèdre, que es la que más cerca nos deja de la cumbre.
Desde Ordesa se suele subir primero hasta el refugio de Góriz, (2190 m, 4 horas y punto crucial para la exploración de toda la zona), siguiendo después la ruta hacia la Brecha de Rolando hasta llegar al collado entre la Torre de Marboré y el Casco, desde donde se ataca la cumbre. Desde Ordesa se puede llegar al mismo punto subiendo por el circo de Cotatuero o por el circo de Carriata.
Desde Gavarnie-Gèdre y desde Bujaruelo se sube hasta el refugio francés de Sarradets, subiendo después a la Brecha de Rolando y bordeando hacia el Este la vertiente sur de la cresta hasta llegar al collado entre la Torre de Marboré y el Casco, desde donde se ataca la cumbre.